# 巴南 (安省)
巴南（法語：Baneins，法語發音：[banɛ̃]）是法国东部安省的一个市镇，属于布雷斯地区布尔格区。

## 地理
巴南（46°6'36"N, 4°54'6"E）面积8.91 平方千米，位于法国奥弗涅-罗讷-阿尔卑斯大区安省，该省份为法国东部省份，北起汝拉省，西北接索恩-卢瓦尔省，西接罗讷省和里昂大都会，南至伊泽尔省，东与萨瓦省、上萨瓦省和瑞士接壤。
与巴南接壤的市镇（或旧市镇、城区）包括：拉贝热芒-克莱芒西亚、沙南、沙拉罗讷河畔沙蒂永、沙拉罗讷河畔栋皮埃尔、勒勒旺、沙拉罗讷河畔圣艾蒂安、穆瓦尼昂河畔圣特里维耶、瓦兰。

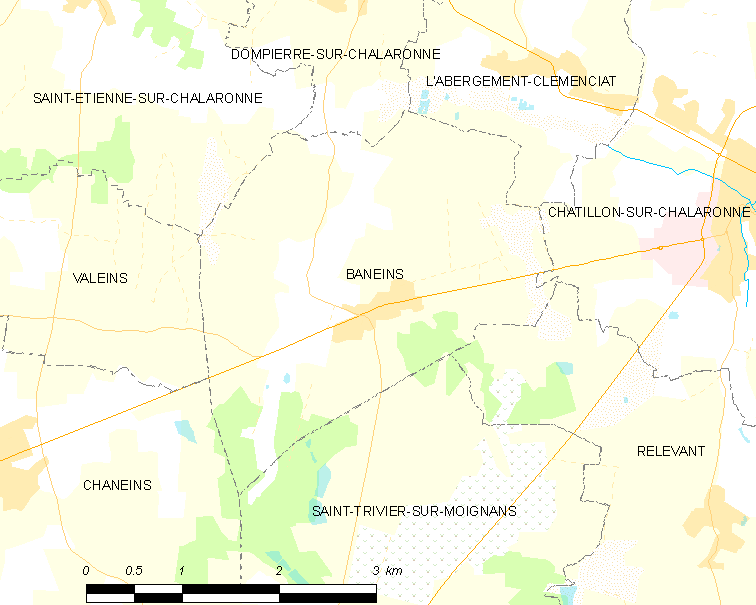
的OSM定位图

巴南的时区为UTC+01:00、UTC+02:00（夏令时）。

## 行政
巴南的邮政编码为01990，INSEE市镇编码为01028。

## 政治
巴南所属的省级选区为维拉尔莱栋布县。

## 人口

1962-2008年间人口变化图示

巴南于2022年1月1日时的人口数量为618人。